# Samyr Lainé
Samyr Lainé (* 17. Juli 1984 in Newburgh, New York) ist ein haitianischer Dreispringer. Seine persönlichen Bestmarken liegen bei 17,39 Metern im Freien (2009) und 16,91 Metern in der Halle (2010).

## Leben
Er studierte bis 2006 an der renommierten Harvard University Rechtswissenschaft und war während dieser Zeit ein Mitbewohner des Facebook-Gründers Mark Zuckerberg. Noch heute (Stand: Juli 2012) hält Laine in seiner Disziplin die Universitätsrekorde im Freien (16,34 m) und in der Halle (15,83 m). Anschließend wechselte er an die Graduate School der University of Texas at Austin, erwarb dort einen Master in Kinesiologie und Sportmanagement, und absolvierte schließlich bis 2010 einen dreijährigen Lehrgang am Georgetown University Law Center. Nebenbei arbeitete er während der Sommermonate bei Shearman & Sterling.
Während des Studiums in Georgetown wurde er unentgeltlich von einem Minor-League-Baseballtrainer trainiert. 2007 vertrat er Haiti, das Heimatland seiner Eltern, bei den Panamerikanischen Spielen im brasilianischen Rio de Janeiro, konnte dort aber nur den zehnten Platz belegen. Es folgten die Teilnahmen an den Weltmeisterschaften 2009 in Berlin mit einem 29. und an den Hallenweltmeisterschaften 2010 in Doha mit einem 16. Rang. Die Weltmeisterschaften 2011 beendete Laine auf dem 19. Platz. Wesentlich besser präsentierte er sich bei seinen zweiten Panamerikanischen Spielen, 2011 in Guadalajara: Er wurde Fünfter. Etwas mehr als vier Monate später musste er jedoch bei den Hallenweltmeisterschaften 2012 in Istanbul mit dem 13. und somit letzten Rang vorliebnehmen. Die Weltmeisterschaften 2013 in Moskau beendete er mit einer Weite von 16,09 Metern auf dem vorletzten elften Platz. Wenige Wochen darauf erreichte er bei den Spielen der Frankophonie in Nizza den fünften Platz. Im März 2014 verpasste er bei den Hallenweltmeisterschaften im polnischen Sopot die Qualifikation für das Finale.
Trotzdem hat Laine einige sportliche Erfolge vorzuweisen. So konnte er sich 2010 bei den Zentralamerika- und Karibikspielen im puerto-ricanischen Mayagüez die Bronzemedaille sichern und ein Jahr später an gleicher Stelle bei den Zentralamerika- und Karibikmeisterschaften (das Äquivalent zu den Europameisterschaften) überlegen – mit 87 Zentimetern Vorsprung – den Titel gewinnen. Darüber hinaus qualifizierte er sich für die Olympischen Sommerspiele 2012 in London. Dort belegte er den elften Platz.

## Persönliche Bestleistungen
Freiluft
| Disziplin  | Ort     | Weite                     | Datum         |
| ---------- | ------- | ------------------------- | ------------- |
| Weitsprung | Raleigh | 7,07 m (Wind: + 0,2 m/s)  | 28. März 2008 |
| Dreisprung | Bogotá  | 17,39 m (Wind: + 1,3 m/s) | 24. Juli 2009 |

Halle
| Disziplin  | Ort     | Weite   | Datum            |
| ---------- | ------- | ------- | ---------------- |
| Weitsprung | Hanover | 7,18 m  | 25. Februar 2006 |
| Dreisprung | Fairfax | 16,91 m | 27. Februar 2011 |